# Poljanica Bistrička
Poljanica Bistrička är en ort i Kroatien.   Den ligger i länet Krapina-Zagorjes län, i den nordöstra delen av landet, 27 km nordost om huvudstaden Zagreb. Poljanica Bistrička ligger 220 meter över havet och antalet invånare är 337.
Terrängen runt Poljanica Bistrička är platt norrut, men söderut är den kuperad. Terrängen runt Poljanica Bistrička sluttar norrut. Runt Poljanica Bistrička är det ganska glesbefolkat, med 24 invånare per kvadratkilometer. Närmaste större samhälle är Sveti Ivan Zelina, 11,4 km sydost om Poljanica Bistrička. I omgivningarna runt Poljanica Bistrička växer i huvudsak lövfällande lövskog.